# Action Gatineau
Action Gatineau (AG), anciennement connue officiellement sous le nom d'Équipe Pedneaud-Jobin — Action Gatineau jusqu'au 26 février 2021, est un parti politique municipal de la ville de Gatineau. C'est le seul parti politique municipal actif à Gatineau depuis sa création. Il est cofondé en 2012 par Maxime Pedneaud-Jobin.

## Histoire
Le parti est fondé en juin 2012 par cinq des conseillers municipaux de Gatineau, soit Stefan Psenak, Mireille Appolon, André Laframboise, Luc Angers et Maxime Pedneaud-Jobin. C'est alors ce dernier qui est choisi comme chef intérimaire du parti. Celui-ci voit le jour dans un contexte où une vague de parti politiques municipaux sont formés à travers le Québec. Les cinq conseillers du parti débutent dès lors à travailler ensemble pour s'opposer au programme du maire Marc Bureau. Ce dernier est farouchement opposé aux partis politiques municipaux, estimant qu'ils sont trop souvent associés à des scandales de corruption, mais Pedneaud-Jobin pense qu'au XXIe siècle, les villes ont besoin de nouveaux mécanismes de gouvernance pour faciliter la gestion d'importants budgets associées aux enjeux liés aux infrastructures, à la culture et à la pauvreté.
Pedneaud-Jobin mène la campagne du parti en tant que candidat à la mairie lors des élections municipales de 2013, qu'il remporte en défaisant le maire sortant, Marc Bureau et en faisant élire quatre conseillers du parti. Il est réélu lors des élections municipales de 2017, en proposant plus d'argent pour les espaces verts, la rénovation du centre-ville, le déneigement et le projet de nouvel aréna de hockey sur glace, ainsi qu'un plan pour se connecter au système de transport en commun par train léger de la ville voisine, Ottawa. Le nombre de conseillers du parti au sein du Conseil municipal augmente alors à six.
En janvier 2021, Maxime Pedneaud-Jobin annonce qu'il ne sera pas candidat à sa réélection lors des élections municipales de 2021. Action Gatineau tient alors une élection le 6 avril 2024 pour choisir son nouveau chef, au terme de laquelle Maude Marquis-Bissonnette est élue par acclamation. Cette dernière entre en fonction le 25 avril suivant lors de l'assemblée générale du parti et devient dès lors la candidate officielle d'Action Gatineau à la mairie pour les élections devant se tenir le 7 novembre 2021. Marquis-Bissonnette présente une plateforme axée sur le développement durable et sur l'utilisation du financement du fédéral pour le transport en commun et la lutte aux changements climatiques. Alors qu'elle est en tête dans les sondages, elle est défaite par la candidate indépendante France Bélisle. Le 22 décembre 2021, Marquis-Bissonnette démissionne de son poste poste de cheffe d'Action Gatineau. C'est le conseiller municipal du district de Hull–Wright, Steve Moran, qui agit à titre de chef intérimaire du parti à partir du 22 janvier 2022.
À la suite de la démission de France Bélisle de son poste de mairesse de Gatineau survenue le 22 février 2024, Action Gatineau lance une course à sa direction le 20 mars afin de choisir son candidat pour les élections partielles devant se tenir le 9 juin 2024. Le 10 avril 2024, Maude Marquis-Bissonnette est élue à nouveau à la direction du parti par acclamation et devient ainsi la candidate officielle du parti à la mairie.

## Liste des chefs
- Maxime Pedneaud-Jobin (16 juin 2012 — 25 avril 2021)
- Maude Marquis-Bissonnette (25 avril 2021 — 22 décembre 2021)
- Steve Moran (21 janvier 2022 — 10 avril 2024, intérim)
- Maude Marquis-Bissonnette (depuis le 10 avril 2024)

## Résultats électoraux
| Élection | Chef                      | Élection à la mairie | Élection à la mairie | Élection à la mairie | Élections au conseil municipal | Élections au conseil municipal | Élections au conseil municipal |
| Élection | Chef                      | Votes                | %                    | Résultat             | Sièges                         | +/–                            |                                |
| -------- | ------------------------- | -------------------- | -------------------- | -------------------- | ------------------------------ | ------------------------------ | ------------------------------ |
| 2013     | Maxime Pedneaud-Jobin     | 40 994               | 52,61 %              | Élu                  | 4 / 18                         | —                              |                                |
| 2017     | Maxime Pedneaud-Jobin     | 33 537               | 45,14 %              | Élu                  | 6 / 18                         | 2                              |                                |
| 2021     | Maude Marquis-Bissonnette | 26 151               | 37,65 %              | Battue               | 8 / 19                         | 2                              |                                |
| 2024*    | Maude Marquis-Bissonnette | 27 817               | 41,68 %              | Élue                 | 1 / 1                          | 1                              |                                |

* Élection partielle
Source : Ville de Gatineau,,,